# Trzech Dostojnych i Pięciu Cesarzy
Trzech Dostojnych i Pięciu Cesarzy (chiń. upr. 三皇五帝; chiń. trad. 三皇五帝; pinyin Sānhuáng wǔdì; Wade-Giles San-huang wu-ti) − mityczni władcy, którzy mieli rządzić w Chinach w III tysiącleciu p.n.e., poprzedzając półlegendarną dynastię Xia (2070–1600 p.n.e.). 
Ten mityczny okres pełnił szczególnie ważną rolę w konfucjanizmie, głównej ideologii cesarskich Chin. Jej założyciel, Konfucjusz uważał epokę, w której żyli mityczni władcy, za złoty wiek chińskiej cywilizacji, twierdząc, że kolejne pokolenia powinny brać przykład z niedoścignionych legendarnych przodków. Okres San Huang Wu Di stał się mitem założycielskim cywilizacji chińskiej, bo legendarnym władcom przypisywano rozmaite wynalazki.

## Trzech Dostojnych
Termin 皇 (huang) oznacza w chińskim „cesarza”, „władcę”, ale także „dostojnego przodka”. San huang (三皇) to półboscy władcy, którzy dzięki swym mocom uczynili lepszym ludzkie życie. Dzięki swym cnotom mieli rządzić przez bardzo długi czas. W chińskiej tradycji istnieje kilka identyfikacji Trzech Dostojnych. 
- Sima Qian w dziele Zapiski historyka wyliczał, że byli to:
  - Władca Nieba (天皇), który rządził przez 18 000 lat
  - Władca Ziemi (地皇), który rządził przez 11 000 lat
  - Władca Ludzkości (泰皇 lub 人皇), który rządził przez 45 600 lat
- Według dzieł Yundou shu (運斗樞) oraz Yuanming bao (元命苞) Trzej Dostojni to:
  - Fuxi (伏羲)
  - Shennong (神農)
  - Nüwa (女媧); w księgach Shangshu dazhuan (尚書大傳) i Baihu tongyi (白虎通義) zamiast Nüwy figuruje Suiren (燧人), wynalazca ognia; w księdze Diwang shiji (帝王世紀) zastępuje ją Żółty cesarz (黄帝).

## Pięciu Cesarzy
Pięciu Cesarzy to legendarni, doskonali pod względem moralnym królowie-mędrcy. 
- Według Zapisków historyka byli to: 
  - Huang Di (黄帝)
  - Zhuanxu (顓頊)
  - Ku (嚳)
  - Yao (堯)
  - Shun (舜)

Yao i Shun są także znani jako dwaj cesarze. Razem z Wielkim Yu (禹), założycielem dynastii Xia zostali uznani przez Konfucjusza za wzorowych władców w historii Chin. W księdze Shangshu Xu (尚書序) oraz Diwang shiji Shaohao (少昊) zastępuje Huang Di.
- W Pieśniach z Chu (楚辭) Pięciu Cesarzy to bogowie pięciu stron świata:
  - Shaohao (wschód)
  - Zhuanxu (północ)
  - Żółty cesarz (środek)
  - Shennong (zachód)
  - Fuxi (południe)

- Księdze rytuałów (禮記) Pięciu Cesarzy reprezentuje pięć klanów (五氏):
  - klan Youchao (有巢氏)
  - klan Suirena (燧人氏)
  - klan Fuxi (伏羲氏)
  - klan Nüwa (女媧氏)
  - klan Shennonga (神農氏)

Współcześnie źródła chińskie terminem „okresu pięciu cesarzy” (Wudi shidai) określają czasem okres neolitycznej kultury Longhsan, z której wyewoluować miały pierwsze historyczne państwa chińskie.

## Pierwszy cesarz
Termin san huang wu di był mocno zakorzeniony w świadomości, kiedy Qin Shi Huang (秦始皇) podbił w 221 p.n.e. całe Chiny. Jako pierwszy władca Cesarstwa Chińskiego ukuł on nowy tytuł dla siebie łącząc 皇 i 帝. Termin huangdi ma zatem w języku chińskim znaczenie takie, jak „cesarz”, który wywodzi się od Juliusza Cezara.